# Jaroslav Václav Vacek
Jaroslav Václav Vacek (27. března 1865 Jindřichův Hradec – 19. června 1935 Teplá) byl český kněz, hudební skladatel a spisovatel.

## Život
Otec skladatele byl varhaník, ředitel kůru a bývalý vojenský kapelník František Karel Vacek. U něho získal hudební základy, ale otec brzy zemřel. Dalšího hudebního vzdělávání se ujal bývalý dvorní rada z Hierschů, který žil v Jindřichově Hradci na odpočinku a byl výborný houslista.
Po maturitě na gymnáziu vstoupil do řádu premonstrátů v klášteře v Teplé. Studoval teologii, nejprve v Teplé a studia dokončil v Innsbrucku, kde byl také 6. srpna 1888 vysvěcen na kněze. Stal se katechetou na gymnáziu v Doupově a varhaníkem tepelského kláštera. V roce 1900 byl povolán zcela do kláštera a jmenován kantorem, učitelem sborového zpěvu a druhým knihovníkem. V té době dal tamější opat Dr. Gilbert Helmer postavit novou budovu knihovny a Vacek byl pověřen nejen stěhováním, ale novou úplnou katalogizací knihovny a uspořádáním hudebního archivu. Při té příležitosti objevil vzácné rukopisy z 15. století, Husův výklad Otčenáše a neznámé vánoční písně českého humanisty 16. století Petra Codicilla. V této funkci setrval po více než 30 let, až do roku 1933, kdy se knihovnictví i řízení chrámového zpěvu ze zdravotních důvodů vzdal. Vzácné sbírky i knihovna byly v roce 1950 zásahem komunistické moci v rámci Akce K dílem rozptýleny a dílem zcela zničeny.
Ve skladbě byl Vacek samouk, nicméně vlastní pílí dosáhl pozoruhodných výsledků. Své první skladby vydal vlastním nákladem, později však vycházely v přílohách časopisů Česká hudba, Zlatá Praha a Cyril. Řada prací zůstala v rukopise. Kromě skladatelské činnosti byl činný i literárně. Publikoval životopisné studie českých i světových hudebníků a výsledky své badatelské činnosti v tepelském klášteře. Písemná pozůstalost skladatele je uložena v Památníku národního písemnictví v Praze, v Archivu města Plzně a ve Státním okresním archivu v Jindřichově Hradci.
Jeho práce se dočkala řady ocenění. Roku 1904 byl vyznamenán rytířským křížem bulharského řádu pro civilní zásluhy. V roce 1922 byl jmenován arcibiskupským notářem a roku 1925 čestným členem pěvecké jednoty „Čech” v Plzni. V témže roce byl vyznamenán diplomem uznání díku „Národní jednoty severočeské” za obětavou a účinnou spolupráci a roku 1930 byl jmenován dopisujícím členem Masarykovy akademie práce. Byl rovněž oceněn čestným členstvím Klubu skladatelů v Plzni.

## Dílo

### Chrámové skladby

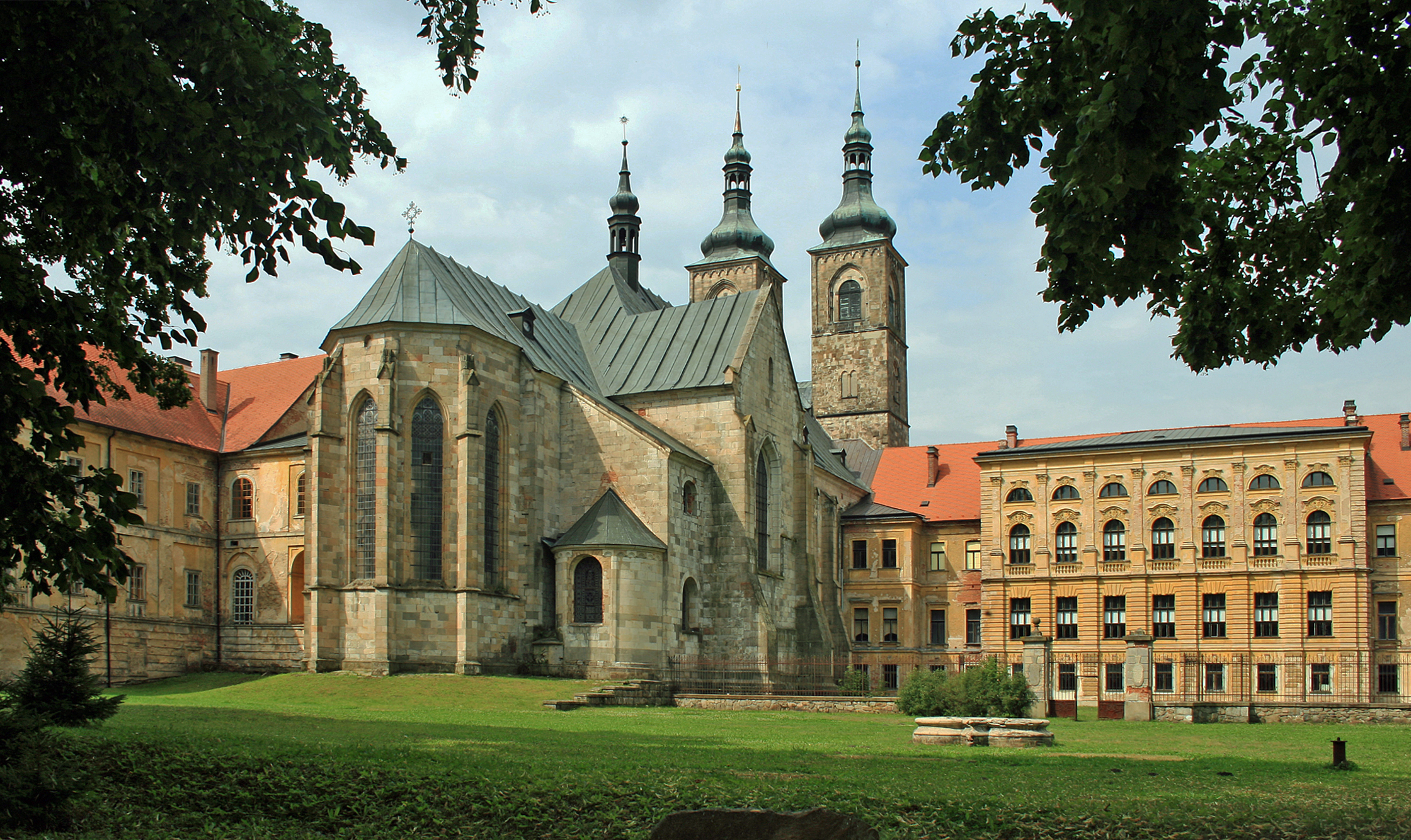
Klášter Teplá

- Missa in honorem S. Angeli Custodis pro spojené mužské a ženské hlasy s průvodem varhan
- Missa in honorem B. Hroznatae pro smíšený sbor bez varhan
- Vánoční offertorium „Laetentur coeli“
- Svatodušní ofertorium „Potvrdiž toho, ó Bože“
- Litanie lauretanae pro mužský a ženský sbor bez varhan
- Dum aurora (mužský sbor)
- Modlitba za vlast pro zpěv a varhany
- Ave Maria pro smíšený sbor
- 3 písně k májové pobožnosti s průvodem varhan
- 4 Pange lingua pro smíšený a mužský sbor
- Pohřební sbor „Bože, Bože”
- Responsoria sv. Týdne
- Vánoční píseň Petra Codicilla, podle nalezeného v archivu Tepelském rukopisu harmonisoval a pro 1 hlas, varhany, trubku a tympany upravil
- Hymnus B. Hroznatae pro zpěv a varhany
- Dorický hymnus

### Orchestrální skladby
- Legenda
- 2 pochody
- Lochotínská pohádka
- Serenáda
- Zvonečková královna
- 3 suity

### Komorní skladby
- Žofínská ukolébavka (septet)
- Z mé domoviny (kvintet)
- Lesní pohádky (kvartet)
- Zingaresca (kvartet)
- Pohádka máje (kvartet)
- Kvartet g-moll
- Andante religioso pro 4 violoncella
- Berceuse pro klavír, housle a violoncello
- Loutky, Gavotta, Hroznětínská dumka (smyčcová tria)
- U mohyly bohatýra (věnováno památce hraběte Liitzowa)
- Gruzínské melodie pro housle a klavír
- Rozmarný menuett pro housle a klavír
- Serenáda pro housle a klavír
- Želivská ukolébavka pro housle a klavír
- Romance pro violoncello a klavír
- Phrygické melodie pro violoncello a klavír
- Sarabanda, Barcarola, Ukolébavka pro violoncello a klavír

### Varhanní skladby
- Sonata g-moll
- Fantasie, Toccata, Idylla, Pastorella
- Furghetta, Riccordo et Elegia
- Triste
- 2 suity
- Musetta, Pohádky o hvězdičce, Medvědák, Doloroso (psáno pro harmonium)

### Písně a sbory
- Čtyři písně v lidovém tónu: „Přiletěl větřík od jihu”, „Královna máje”, „Dudák” „Die Nacht”
- Dvě písně v národním tónu: „Plakala” a ,Roráty”
- Dvě písně: „V snění”, „V soumraku”
- Čtyři mužské sbory k 60. narozeninám N. Kubáta
- Tři mužské sbory
- Radyně pro smíšený sbor

### Melodram
- Holoubek, na slova Erbenova pro klavír a v úpravě orchestrální

### Klavírní skladby
- V lesní samotě
- Valse triste
- Z dávných jar
- Vesna se blíží
- Rej konvalinek
- Květinový tanec
- Valse mignone
- Aphorismy hudební
- U lesních mužíčků
- Na jezeře
- 2 poetické obrázky
- Menuet naší babičky
- Dumka
- Na jaře
- 2 skladby
- 2 romantické obrázky
- Idylla
- Barkarola
- Ekloga
- Mazurka
- Burleska
- Pochod trpaslíků
- Smuteční pochod
- Chrysanthémy
- Meditace letního večera
- Espagnoletta
- Charleton
- Menuet našeho dědouška
- Ballada
- Růžové sny
- Motýlkové nad Nežárkou
- Tarantella a valčík malé Růženky
- Marche solennelle
- Bojgar
- Valse caprice

### Literární dílo
- Adam Václav Michna z Ostradovic, varhaník Jindřichohradecký (1914)
- Profesor Hanuš Trneček (1914)
- Josef Němec (1914)
- Tympanista Klouček
- Dr. Josef Fr. Smetana a Bedřich Smetana (1914)
- Edvard Max Dowel (1914)
- Stephen Heller (1914)
- Po stopách enharmonických diésí (1914)
- Řezáč z Hvozdova (1913)
- Dlabač Jan Bohumír (1916)
- Quilisma (1913)
- O acordu prvého stupně tóniny měkké (1916)
- O předehře, mezihře a dohře k písním duchovním (1916)
- Direktorium chori (1916-1917)
- Chorální rukopisy kláštera Tepelského (1919)
- Saint Saens (1922)
- Otokar Ševčík k 70. narozeninám (1922)